# Estación Samambaia Sul
La Estación Samambaia Sul es una de las estaciones del Metro de Brasilia, situada en la ciudad satélite de Samambaia, entre la Estación Furnas y la Estación Terminal Samambaia.
Fue inaugurada en 2006 y atiende a moradores y trabajadores de la región sur de la ciudad.

## Cercanías
- Manzana 110 - Samambaia Sur
- Manzana 112 - Samambaia Sur
- Manzana 114 - Samambaia Sur